# 송병석
송병석(宋秉錫, 1980년 1월 29일 ~ )은 대한민국의 전직 스타크래프트 프로게이머이다. 스타크래프트 프로게이머 당시 종족은 프로토스이며, 아이디는 Autumn이다.
1999년부터 활동한 1세대 프로게이머이며 삼성전자 칸에 입단하여 활동하다가 2001년 6월 KTF 매직엔스(현 KT 롤스터)로 이적하였다.
2004년 10월 은퇴를 선언했다.

## 주요 기록
- 2000년 1회 KGL 리그 우승
- 2000년 KPGL 동계리그 2위
- 2001년 AMD 배 PKO 리그 2위
- 2002년 ghemTV 스타리그 2차 16강
- 2003년 ghemTV 스타리그 3차 16강